# Dariusz Kaliszuk
Dariusz Adam Kaliszuk (ur. 1968 we Wrocławiu) – polski perkusista jazzowy, kompozytor i pedagog.

## Życiorys
Absolwent Akademii Muzycznej im. Karola Lipińskiego we Wrocławiu. W 1989 roku odbył roczne Studia Podyplomowe na Wyższym Instytucie Sztuki w Hawanie na Kubie. Wchodził w skład wrocławskich zespołów jazzowych Salted Peanuts i Funky Groove, z którymi zdobył liczne nagrody i wyróżnienia na krajowych i zagranicznych festiwalach jazzowych. Współpracował również z orkiestrami Alex Band pod kier. Aleksandra Maliszewskiego i Kukla Band pod kier. Zygmunta Kukli. Jest także związany z wrocławskim Teatrem Muzycznym „Capitol”. Prowadzi zajęcia ze studentami, gra w różnych projektach muzycznych i komponuje. Obecnie pracuje na stanowisku adiunkta w klasie perkusji w Zakładzie Jazzu i Muzyki Estradowej na Wydziale Instrumentalnym Akademii Muzycznej im. Karola Lipińskiego we Wrocławiu. 